# Tacker Film
Die Tacker Film GmbH ist eine deutsche Filmproduktion mit eigenem „Special-Interest“ DVD-Label.
Der Schwerpunkt liegt in der Veröffentlichung von DVDs zu den Bereichen Kabarett, Alltagskultur, Automobilgeschichte und Geschichte des Werbefilms. Sämtliche noch erhaltenen Werbefilme des legendären HB-Männchens hat Tacker Film auf DVD veröffentlicht (mit einem ausführlichen Interview mit Roland Töpfer, dem Schöpfer der Zeichentrickfigur.) Tacker Film hat auch die DVD-Rechte an den Trickfilmen der Gebrüder Diehl erworben (u. a. Schöpfer der Mecki Figur) und veröffentlicht diese filmhistorischen Raritäten nach und nach auf DVD.
Deutsche Kabarettgeschichte mit u. a. Lore Lorentz, Ernst H. Hilbich, Harald Schmidt lebt in der 6-teiligen DVD-Edition „Das Kom(m)ödchen“ ebenso wieder auf wie in der Veröffentlichung Die Stachelschweine über die Ära Wolfgang Gruner. Von Hanns Dieter Hüsch wurden sämtliche TV-Aufzeichnungen seiner Kabarett-Programme auf DVD veröffentlicht. Auch Sendungen mit Dieter Hildebrandt, Gerhard Polt, Werner Finck und Wolfgang Neuss wurden aus den Fernseharchiven geborgen. Tacker Film zeichnet auch aktuelle Kabarettprogramme auf und veröffentlicht sie auf DVD, wie zuletzt Jochen Malmsheimers „Dogensuppe Herzogin“.
Das Unternehmen wurde 1989 in Köln gegründet. Seit 1994 ist der Fernsehjournalist und Dokumentarfilmer Wolfgang Dresler Geschäftsführer und Eigentümer der Tacker Film GmbH.

## Produktionen (Auswahl)
- Hüsch – sieben Kabarettprogramme aus drei Jahrzehnten
- Hüsch – das schwarze Schaf vom Niederrhein
- Hüsch & Hildebrandt im „Scheibenwischer“
- Heinz Erhardt – seine schönsten Fernsehauftritte 1959-1971
- Jochen Malmsheimer: Dogensuppe Herzogin
- Das Kom(m)ödchen – die Ära Kay und Lore Lorentz
- Die Stachelschweine – die Ära Wolfgang Gruner
- Dieter Hildebrandt – Ich kann doch auch nichts dafür
- Polt & Hildebrandt im „Scheibenwischer“

- Leben ohne Hass – Imo Moszkowicz, ein Regisseur aus Deutschland
- Blitzblank und sauber – die Reinlichkeit im Werbefilm
- Hupe und Vollgas! Wie die Deutschen Autofahren lernten
- Rendezvous unterm Nierentisch
- Fröhliche Zukunft
- Das HB-Männchen in seinen besten Spots
- Trickfilm-Fieber
- Achtung, Papa filmt!
- Chromveteranen
- Heimliche Blicke
- Kleine Welten - Kindheitsträume
- American Dream Cars
- Alte Reklame